# Eilnachrichtenkarte

Vorlagen aus dem Amtsblatt

Eilnachrichtenkarten wurden von der Reichspost während des Zweiten Weltkriegs eingeführt, weil es für Soldaten nur schwer zu ertragen war, wenn sie von großen Bombenangriffen auf Heimatorte hörten und auf Nachricht aus der Heimat warten mussten. Der Reichspost wurde der Wunsch nach schnellster Benachrichtigung vorgetragen. Vertreter des Oberkommando des Heeres, der Volkswohlfahrt, des Propagandaministeriums und der Reichspost hatten sich im März 1943 auf die Einführung einer Eilfeldpostkarte, noch ohne Vordruck, verständigt. Die Reichspost verfügte am 16. November 1943 die Einrichtung „eines neuen Dienstzweiges der deutschen Reichspost, für die von schweren feindlichen Bombenangriffen getroffene Bevölkerung“.
Mit der Eilnachrichtenkarte war es erlaubt, innerhalb von vier bis zehn Tagen nach dem Angriff aus und nach der betroffenen Stadt gebührenfrei private Post zu senden, um Verwandten möglichst rasch Nachricht über das Wohlergehen zu geben und falls nötig, die neue Anschrift mitzuteilen. Der Absender hatte sich kurz zu fassen; auf der Karte waren höchstens zehn Wörter Klartext erlaubt.
Bedingung war, dass die Stadt im Wehrmachtbericht erwähnt worden war, ansonsten galt eine Frist von vier Tagen. Sollte die Postanlage selbst getroffen worden sein, wurden bereits vorbereitete Lastkraftwagen zum Transport in die nächstgelegene Postanstalt eingesetzt.